# Can Pere Vila
Can Pere Vila és una obra de Sant Martí de Llémena (Gironès) inclosa a l'Inventari del Patrimoni Arquitectònic de Catalunya.

## Descripció
Edifici de dues alçades unificades per la mateixa façana. El costat dret és de planta baixa i dos pisos, amb obertures de llinda plana en vertical al centre de les dues parts. A l'extrem dret hi ha un arc de punt rodó a nivell de planta baixa que comunica amb la façana lateral dreta com a pas exterior. A sobre hi ha una gran obertura de punt rodó que dona a una terrassa integrada dins el mateix teulat (a dues aigües i carener paral·lel) i amb obertures a les dependències. Al costat esquerre de la façana hi ha la porta d'arc rebaixat i una finestra senzilla al damunt.
La façana lateral dreta és cega i dona a la lateral esquerra de l'església. La façana lateral esquerra està renovada.
S'ha arranjat darrerament amb pòrtland d'era del davant i la façana ha estat remolinada.
A la llinda hi ha la data de 1843 (tot i que sembla reaprofitada).